# Mali bohaterowie
Mali bohaterowie (ang. Tiny Heroes, węg. Vacak 2 – az erdő hőse, niem. Bobo und die Hasenbande 2 – Abenteuer im Wald) – amerykańsko-węgiersko-niemiecki film animowany w reżyserii Józsefa Gémesa z 1997 roku. Kontynuacja filmu Siódmy braciszek (1995).

## Fabuła
Dalsze losy małego pieska Tyćka. Pani Angie i jej dziadek, leśniczy mieszkający na skraju puszczy, pozostawili Tyćka by strzegł domostwa. Piesek jednak odkrywa, że źli kłusownicy złapali Doktora Puchacza i zamierzają wyłapać wszystkie zwierzaki z puszczy. Tyciek musi zdecydować, czy ma pozostać na stanowisku strzegąc domostwa, czy wyruszyć w niebezpieczną misję ratowania Doktora Puchacza.